# The Elder Scrolls IV: Oblivion
The Elder Scrolls IV: Oblivion is een fantasy-RPG en het vierde deel uit de The Elder Scrolls-serie als opvolger van The Elder Scrolls III: Morrowind (2002). Oblivion is ontwikkeld door het Amerikaanse bedrijf Bethesda Softworks.
Het spel kwam op 21 maart 2006 uit voor pc en Xbox 360. In maart 2007 werd de PlayStation 3 gelanceerd en kwam er ook een Oblivion-versie daarvoor in Amerika, gevolgd door een voor Europa in april 2007. Hetzelfde jaar volgde na een aantal kleine toevoegingen (waarvan Knights of the Nine de grootste was) de uitbreiding Shivering Isles en later dat jaar werd de 'Game of the Year'-editie beschikbaar gesteld op het softwareplatform Steam.

## Verhaal
In het spel is Oblivion een extradimensionaal rijk, bewoond door de demoon-achtige Daedra. Elke Daedric Prince staat voor een bepaald aspect van het leven. In het spel wordt alleen aandacht besteed aan het Oblivion-rijk van de Daedra-prins Mehrunes Dagon, de prins van verwoesting, verandering, energie, revolutie en ambitie en Daedra-prins Sheogorath, de prins van Waanzin samen met Jyggalag, de Prins van Orde in de Shivering Isles DLC. De speler bevindt zich grotendeels af in de provincie van Cyrodiil op het continent genaamd Tamriel. Ook spelen de opvolgers en voorgangers van de games, zich af op het continent van Tamriel.
De speler leeft samen met nog vele anderen op de planeet "Nirn" die rond zweeft in een dimensie met de andere "realms of the daedra-lords", alleen op een gedeelte bepaald op het continent Tamriel de naam van de provincie is cyrodiil, dat zich in de loop der jaren tot een grote eilandnatie ontwikkelde. Cyrodiil wordt reeds lange tijd bestuurd door de dynastie van de Septim. De opvolging van de huidige keizer Uriel Septim VII vormt een centraal element in het verhaal.
Het spel begint in de kerker van de zogeheten Imperial City. De kerker waarin de speler gevangen is maakt toevallig deel uit van de geheime vluchtroute waarlangs de keizer, Uriel Septim VII, op advies van de keizerlijke lijfwacht (de Blades genaamd) de stad wil ontvluchten. De erfgenamen van de keizer zijn vermoord en vermoed wordt dat de keizer het volgende doelwit is. De speler krijgt de kans de keizer en zijn lijfwachten te volgen en zo de kerker te ontvluchten. Als de keizer uiteindelijk alsnog vermoord wordt krijgt de speler de opdracht de keizerlijke amulet, de Amulet of Kings, over te brengen aan de enige nog levende erfgenaam. De keizer herkende de speler namelijk uit zijn dromen en visioenen.
Achter de moorden op de keizer en zijn erfgenamen zit een mystiek genootschap, de Mythic Dawn, dat bestaat uit aanhangers van ene Mankar Camoran de antagonist van het spel, die weer een volgeling is van Mehrunes Dagon. De verbinding tussen Nirn en Oblivion wordt afgesloten gehouden door de Dragonfires (Drakenvuren), heilige vuren die door elke troonopvolger opnieuw ontstoken moeten worden met de Amulet of Kings. Als de vuren uit zijn, kunnen poorten naar Oblivion geopend worden. Omdat de Amulet of Kings uiteindelijk gestolen wordt door de Mythic Dawn, zijn de vuren uitgedoofd en ontstaan door heel Cyrodiil (de keizerlijke provincie waarin het spel zich afspeelt) poorten naar Oblivion. Het hoofdverhaal draait dan ook om het vinden van de Amulet of Kings en het sluiten van de poorten naar Oblivion.
Oblivion wordt net als zijn voorgangers gekenmerkt door de grote vrijheid die de speler geniet. Naast het uitvoeren van quests ("opdrachten"/questen) is er geen doel in het spel. De speler kan kiezen welke quests hij uitvoert, in welke volgorde, en hoelang hij daarover doet. Questen passen zich automatisch aan aan het speelniveau van de speler: hoe hoger zijn niveau, hoe moeilijker quests zullen worden en hoe hoger de beloning is wanneer queesten tot een goed einde worden gebracht. De speler wordt, naarmate deze meer queesten tot een goed einde heeft gebracht, steeds vaker herkend door mensen op straat. Afhankelijk van of de speler een goede of slechte queeste (bijvoorbeeld diefstal of huurmoord) heeft verricht, stijgt de roem (fame) dan wel beruchtheid (infamy) van de speler onder de bevolking. Deze 'fame' en 'infamy' hebben ook consequenties voor andere zaken. Zo kan een speler zichzelf bij te veel 'infamy' niet meer helen bij de altaren in de tempels van de steden.
Queesten zijn vaak onafhankelijk van elkaar en lineair: de structuur volgt meestal het volgende patroon: iemand vraagt de speler naar een voorwerp, deze gaat op zoek naar dat voorwerp en brengt het naar die persoon voor een beloning. De plek waarheen moet worden gegaan voor het voltooien van queesten wordt aangegeven met een pijl: dit heeft in sommige gemeenschappen geleid tot kritiek dat het spel zich meer op de grote massa richt, doordat het zo eenvoudiger is om de locaties te vinden.
Naast queesten zijn in de speelwereld talloze forten, kerkers, ruïnes, grotten en dorpjes te vinden. In de dorpjes en steden kunnen vaak nieuwe queesten gevonden worden.
Met queesten kan veel geld of spullen worden verdiend, maar er zijn andere manieren, zoals stelen, handelen, moorden en vindplaatsen plunderen. De hoeveelheid geld en welke voorwerpen de speler tegenkomt is gekoppeld aan het niveau (level) van de speler.

## Muziek
De muziek voor Oblivion is gecomponeerd door Jeremy Soule, een bekende componist van spelmuziek, die bijvoorbeeld ook de muziek voor Guild Wars en Prey componeerde. Soule heeft ook de muziek van voorganger Morrowind gecomponeerd. De muziek van Oblivion kan apart van het spel gekocht worden bij DirectSong en wordt bij het spel geïnstalleerd in de vorm van MP3-bestanden. De muziek kan men zelf ook veranderen door eigen MP3-tjes in de map met muziek te zetten.

## Gilden
In Oblivion is het voor de speler net als bij voorganger Morrowind mogelijk om lid te worden van een gilde (guild). Elk gilde biedt quests, en veel geven de speler beschikking over faciliteiten als een plek om te slapen, mogelijkheid tot training en belangrijke informatie. In de meeste gilden is het mogelijk om in rang te stijgen, waardoor de speler meer privileges krijgt en nieuwe quests kan doen. Stijgen in rang gebeurt meestal via het succesvol volbrengen van quests.
De volgende gilden zijn beschikbaar in Oblivion (deels ook reeds in Morrowind):
- Fighters' Guild - Dit gilde bestaat uit huurlingen en wordt gesteund door de regering. Quests hebben meestal als doel het uitschakelen van bepaalde vijanden, zoals bandieten of rovers, maar af en toe wordt de speler ook verzocht om burgers te helpen met bepaalde taken. Later zijn de quests vooral gericht tegen de Blackwood Company, dit is een soort "illegale" Fighters' Guild.
- Mages' Guild - Draait vooral om magie. Queesten hebben vaak een magisch tintje, maar vaak is het doel toch om net als in de Fighter's Guild vijanden uit te schakelen. Als genoeg queesten succesvol volbracht worden krijgt de speler toegang tot de Arcane University, waar weer nieuwe mogelijkheden en quests zijn te verkrijgen. De queests zijn vooral tegen de Necromancers gericht.
- Thieves Guild - Is een geheim dievengilde. Veel bewoners weten weinig tot niets over deze gilde of willen er niet over praten zolang ze de speler niet vertrouwen. Logischerwijs is het doel van de queesten in dit gilde meestal om een bepaald voorwerp te stelen en leden van deze gilde krijgen beschikking over helers waar zij gestolen spullen kunnen verkopen. Ook is er de mogelijkheid om prijzen die op het hoofd van de speler staan af te kopen tegen de helft van de prijs.
- Dark Brotherhood - Deze organisatie bestaat uit huurmoordenaars en is illegaal. De leden nemen deel aan een culte waarin de dood centraal staat. Het moorden moet altijd in het geheim gedaan worden anders volgen er maatregelen.
- De Arena - In de keizerlijke stad is een arena waarin de speler op leven en dood kan vechten voor geldprijzen, of er kan op een gevecht geld ingezet worden om van andermans leed rijker te worden.
- The Blades - De keizerlijke lijfwacht. Voor de speler is slechts één rang te behalen.
- Mythic Dawn - Een occulte sekte die de Daedra-prins Mehrunes Dagon aanbidt. Alleen tijdens 1 queeste beschikbaar, daarna wordt de speler waarschijnlijk uit het gilde gezet omdat de speler de Mysterium Xarxes steelt . Slechts twee rangen beschikbaar.
- The Order of the Virtuous Blood - Een orde die tot doel heeft vampieren op te sporen en te doden. Slechts één rang beschikbaar.
- Knights of the White Stallion - Een ridderorde met als doel het opsporen en ombrengen van leden van de Black Bow-bende. Het gilde wordt geleid door de graaf van de stad Leyawiin. Slechts één rang beschikbaar.
- Knights of the Thorn - Een ridderorde die wordt geleid door de zoon van de graaf van de stad Cheydinhal. De leden van de orde zijn vooral goed in opscheppen. Slechts één rang beschikbaar.
- Shrines - Schrijnen zijn standbeelden van de Daedra-prinsen. Als de speler het juiste offer bij zich heeft kan de speler dit offeren bij de schrijn en een queeste voor de Daedra-prins volbrengen. De beloning is meestal een krachtig magisch voorwerp. Er zijn in het spel vijftien schrijnen verborgen. Geen rang beschikbaar, eigenlijk is dit dus geen echt gilde.
- Knights of the Nine  - Een ridderorde die de vijand van de goden (een vroege koning die dood is gegaan) wil verslaan. Als kruisvaarder kan de speler 3 rangen verkrijgen. Alleen beschikbaar bij de uitbreiding Knights of the Nine.
- The Nine Divines - Een orde van de goden waarin maar 1 rang valt te behalen. Alleen beschikbaar bij de uitbreiding Knights of the Nine.

De meeste gilden hebben strenge regels, die meestal inhouden dat niet gestolen mag worden van medeleden, dat er geen medeleden vermoord mogen worden en dergelijke. Hierdoor zorgt een lidmaatschap van een bepaald gilde er meestal voor dat strikt genomen lidmaatschap van een ander gilde niet meer mogelijk is. Als de speler bijvoorbeeld lid is van de Dark Brotherhood, wat inhoudt dat hij mensen moet vermoorden, gaat dat in tegen de regels van de Fighters' Guild, die dat verbiedt. Het is echter mogelijk om dit te omzeilen doordat bij overtreding van de regels alleen maatregelen volgen als er een lid van het gilde aanwezig is als getuige. Als de speler de regels overtreedt moet hij meestal met ingrediënten van planten of huiden van dieren terugkomen. Daarna wordt hij weer opgenomen in de gilde. Bij de meeste gilden heeft men maar twee kansen om in het gilde terug te keren, eer men definitief eruit gegooid wordt.

## Rassen
De karakters in Oblivion vertegenwoordigen de tien verschillende rassen die in alle spellen uit de The Elder Scrolls-serie voorkomen. Elk ras heeft zijn eigen unieke kenmerken en aan het begin van het spel moet de speler kiezen welk ras zijn karakter moet zijn. Afhankelijk van de keuze van ras krijgt de speler dan beschikking over speciale vaardigheden en krachten.
De beschikbare rassen zijn onder te verdelen in drie categorieën. Deze zijn:

### Mensenrassen
Spelers van deze rassen zien er allemaal als "normale" mensen uit. Deze mensen stammen, uitgezonderd de Redguards, allemaal af van de Nords. Ze hebben echter wel beschikking over magische krachten. Hoewel de rassen allemaal voorkomen in Cyrodiil, zijn de Imperials de meest voorkomende groep in de provincie.
- Bretons - zijn een kruising van elfen (Altmer) en mensen. Ze beschikken over vooral sterke, defensieve magische vaardigheden en hebben weerstand tegen magie. Ze komen uit de provincie High Rock
- Imperial - zijn de grootste groep inwoners van de provincie Cyrodiil. Ze zijn sociaal en beschikken over een goede handelsgeest. Vaak hebben ze de voorkeur voor een vechtersrol.
- Nords - zijn de bewoners van de koude, noordelijke provincie Skyrim. Ze hebben een enorme weerstand tegen de koude en zijn geharde strijders.
- Redguards - zijn strijders met een donkere huid die uit de warme provincie Hammerfell komen. Ze stammen niet af van de Nords, in tegenstelling tot de andere 3 groepen, ze zijn dus een mensenras apart. Ze hebben een goede weerstand tegen gif en ziekten.

### Elfachtige rassen
Zoals in veel fantasyspellen komen ook in de wereld van Oblivion elfen, of Mer voor. Niet alle elfenrassen, zoals de uitgestorven Dwemer, zijn in het spel speelbaar; alleen de speelbare zijn hier opgenomen.
- Altmer - zijn de "edele elfen" en ze zijn zeer bedreven in destructieve magie, maar tegelijkertijd ook kwetsbaarder tegen magische krachten. Zij komen uit de provincie Summerset Isle. Deze elfen hebben weerstand tegen ziekten.
- Bosmer - zijn de "woudelfen". Ze zijn zeer sterk als boogschutters en lenig en ze zijn daardoor goed in sluipen en stelen. Deze elfen komen uit de provincie Valenwood. Ook de Bosmer hebben een goede weerstand tegen ziekten.
- Dunmer - zijn "donkere elfen" en de bewoners van de provincie Morrowind. Zij staan bekend om hun vaardigheid met pijl-en-boog, destructieve magie en het zwaard. Bovendien hebben zij weerstand tegen vuur.
- Orcs (Orsimer) - zijn groene elfachtige wezens met een beestachtig uiterlijk. Zij komen uit de Wrothgarian en Dragontail gebergten. Ze zijn zeer sterk en staan dan ook bekend als geharde strijders die tot de elite troepen van het keizerrijk behoren. Ook zijn ze beroemd als uitstekende wapen- en pantsersmeden.

### Dier-achtige rassen
Naast de elfachtigen en mensachtigen komen in Cyrodiil ook twee rassen voor die een uiterlijk hebben dat overeenkomt met sommige diersoorten. Deze wonen vooral in het zuiden van de provincie en worden door de Imperial-bevolking aldaar enigszins gediscrimineerd. De spanningen komen voort uit de annexatie van een deel van Elsweyr, de provincie waarin de Khajiit wonen, door het keizerrijk.
- Khajiit - Een ras van katachtigen (lopend op twee benen), erg sterk in rondsluipen. Zij hebben als hoofd skill acrobatics en hand to hand. Omdat ze ook er goed zijn in security en sneak zijn het uitstekende dieven. Daarnaast kunnen ze ook in het donker zien.
- Argonians - Bestaat uit reptielachtigen die onder water kunnen ademen en een hoge weerstand tegen ziektes en vergiftigingen hebben. Argonians worden door de meeste andere volkeren als onbetrouwbaar gezien. Argonians komen uit de provincie Black Marsh.

| Skill bonus | Altmer                               | Argonian                                            | Bosmer                                | Redguard                               | Orc                                  |
| ----------- | ------------------------------------ | --------------------------------------------------- | ------------------------------------- | -------------------------------------- | ------------------------------------ |
| + 10        | Alteration, Destruction en Mysticism | Security en Athletics                               | Alchemy, Marksman en Sneak            | Athletics, Blade en Blunt              | Armorer, Block, Blunt en Heavy Armor |
| + 5         | Alchemy, Destruction en Illusion     | Alchemy, Blade, Hand to hand, Mysticism en Illusion | Acrobatics, Alteration en Light Armor | Mercantile, Heavy Armor en Light Armor | Hand to hand                         |

| Skill bonus | Nord                          | Khajiit                                          | Imperial                               | Dunmer                                  | Breton                                |
| ----------- | ----------------------------- | ------------------------------------------------ | -------------------------------------- | --------------------------------------- | ------------------------------------- |
| + 10        | Blade, Blunt en Heavy Armor   | Acrobatics en Hand to hand                       | Heavy Armor, Mercantile en Speechcraft | Blade en Destruction                    | Conjuration, Mysticism en Restoration |
| + 5         | Restoration, Armorer en Block | Athletics, Blade, Light Armor, Security en Sneak | Athletics, Blunt en Hand to Hand       | Mysticism, Marksman, Light Armor, Blunt | Light Armor, Alteration en Acrobatics |

## Vaardigheden en Eigenschappen
Bij het begin van het spel moet de speler aangeven wat zijn belangrijkste vaardigheden (skills) zullen zijn. Elke vaardigheid begint op een bepaald niveau (van 1 tot 100). De vaardigheden die zijn aangemerkt als belangrijkste beginnen op niveau 25, de rest op niveau 10.
Ook moet de speler aangeven wat zijn belangrijkste eigenschappen (attributes) zullen zijn. Deze eigenschappen hebben op hun beurt weer invloed op de vaardigheden van de speler: eigenschappen met een hoger niveau zorgen ervoor dat de vaardigheden van de speler die onder die eigenschap vallen ook een hoger niveau hebben.
Ieder keer dat een speler 10 keer in een mainskill omhoog is gegaan kan de speler door te slapen een level omhoog gaan. Hierbij kan hij dan 3 verschillende eigenschappen kiezen die hij omhoog zet. Een eigenschap gaat soms meer dan maar een punt omhoog to het maximum van +5. Dit houdt verband met het aantal skils dat de speler omhoog is gegaan.
De vaardigheden zijn op te delen in drie categorieën: gevechtsvaardigheden, magievaardigheden en vaardigheden die van pas komen bij infiltreren en diefstal.
Bovendien zijn de niveaus van de vaardigheden opgedeeld in vijf fases. Elke fase geeft de speler nieuwe krachten die passen bij de bijbehorende vaardigheid. De fases lopen als volgt:
- Novice: 0-24
- Apprentice 25-49
- Journeyman: 50-74
- Expert 75-99
- Master: 100

## Kritieken
Oblivion werd wereldwijd geprezen om zijn innovatieve spelconcepten en hoge beeldkwaliteit. Scores van recensies lagen meestal rond de 90%. Kritiekpunten waren dat de conversaties tussen de computergestuurde karakters in het spel soms nogal absurd klonken en zich na verloop van tijd gingen herhalen, zodat conversaties uiteindelijk te voorspelbaar werden. Ook werd hier en daar gekritiseerd dat het spel een te geavanceerde pc nodig had om goed te draaien, en dat de Xbox 360-versie last had van framedrops.
Ook was er kritiek op het systeem dat werd gebruikt om het spel op alle niveaus even moeilijk te maken. Omdat er geen vaste volgorde is waarop de speler queesten uitvoert, was een systeem ingevoerd waarop de moeilijkheidsgraad van vijanden werd ingesteld aan de hand van het niveau van de speler. Dit leverde echter oneerlijke situaties op wanneer de speler zich concentreerde op vaardigheden die niet bijdragen aan gevechtskunst. Als een speler zich bijvoorbeeld richt op vaardigheden als koopmanschap (Mercantile), acrobatiek en conditie zal deze op hogere niveaus vijanden tegenkomen die in een gevecht veel sterker zijn dan hij of zij. 
Het systeem in het spel is namelijk zo opgebouwd dat naarmate het niveau van de speler (level) stijgt, er nieuwe vijanden in het spel komen.

## Ontvangst
| Beoordeeld door        | Jaar | Platform      | Score |
| ---------------------- | ---- | ------------- | ----- |
| PGNx Media             | 2006 | Xbox 360      | 98%   |
| XBox Evolved           | 2006 | Xbox 360      | 97%   |
| GameZone               | 2006 | Xbox 360      | 97%   |
| Worth Playing          | 2007 | PlayStation 3 | 95%   |
| Game Informer Magazine | 2006 | Windows       | 95%   |
| Deeko                  | 2006 | Xbox 360      | 95%   |
| Game Critics           | 2006 | Xbox 360      | 90%   |
| GameCell UK            | 2006 | Xbox 360      | 90%   |
| All Game Guide         | 2006 | Xbox 360      | 90%   |
| GamerDad               | 2006 | Xbox 360      | 80%   |

## Remaster
Op 22 april 2025 bracht Bethesda een remaster uit van Oblivion. Het werd ontwikkeld door Virtuos Games, die de originele engine gebruikte voor de gameplay, en programmering maar Unreal Engine 5 gebruikte voor de graphics. Zo ontwierpen ze nieuwe modellen voor de personages en assets en namen ze nieuwe dialogen op. De remaster kwam ook met de uitbereidingen: Shivering Isles en Knight of the Nine.
Deze remaster werd uitgebracht op PC, PS5 en Xbox Series XIS.

## Trivia
- Het spel is opgenomen in het boek 1001 Video Games You Must Play Before You Die van Tony Mott;
- Het spel werd in een week 1,7 miljoen keer verkocht;